# Reddeber

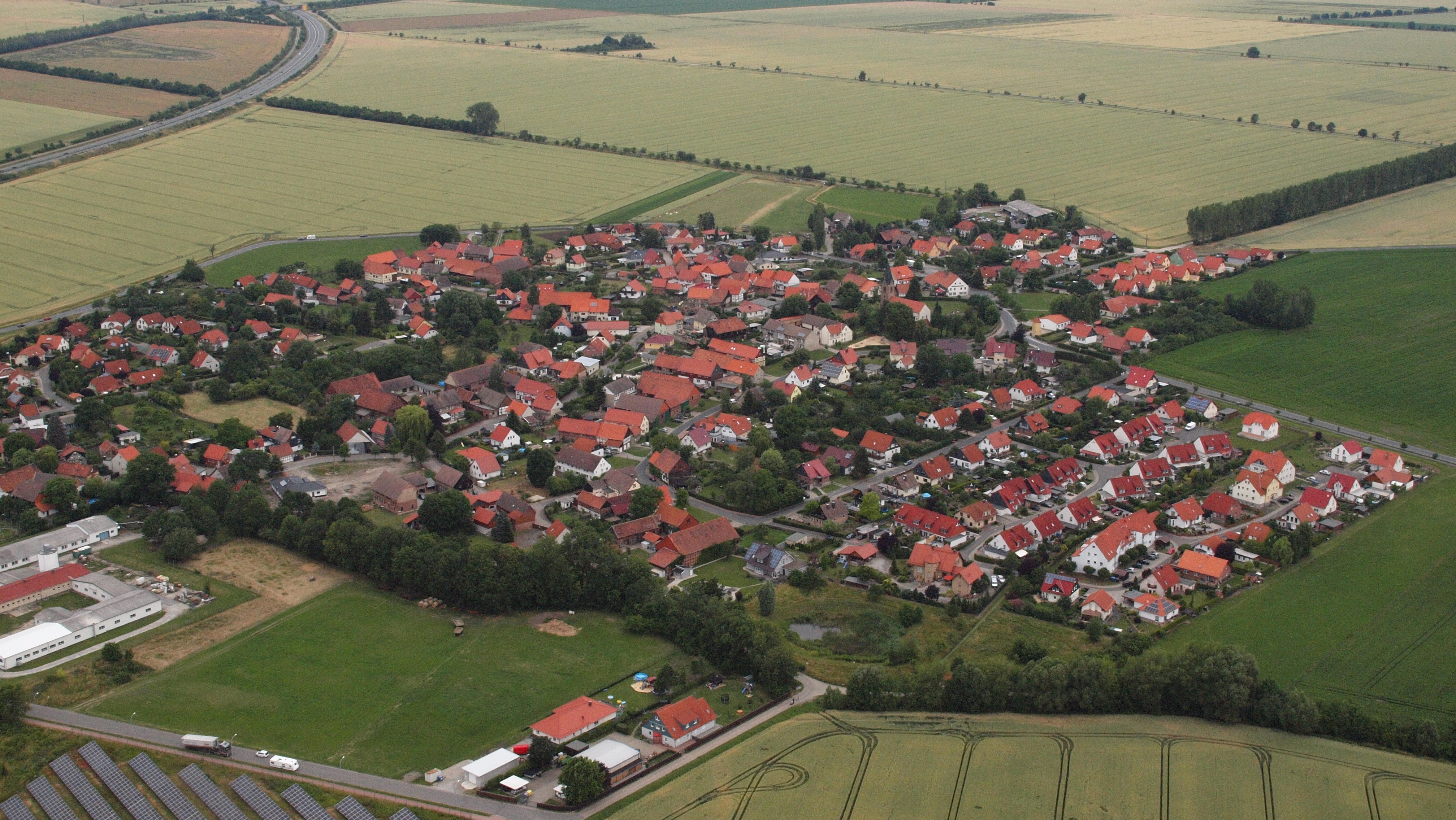
Reddeber, Luftaufnahme (2015)

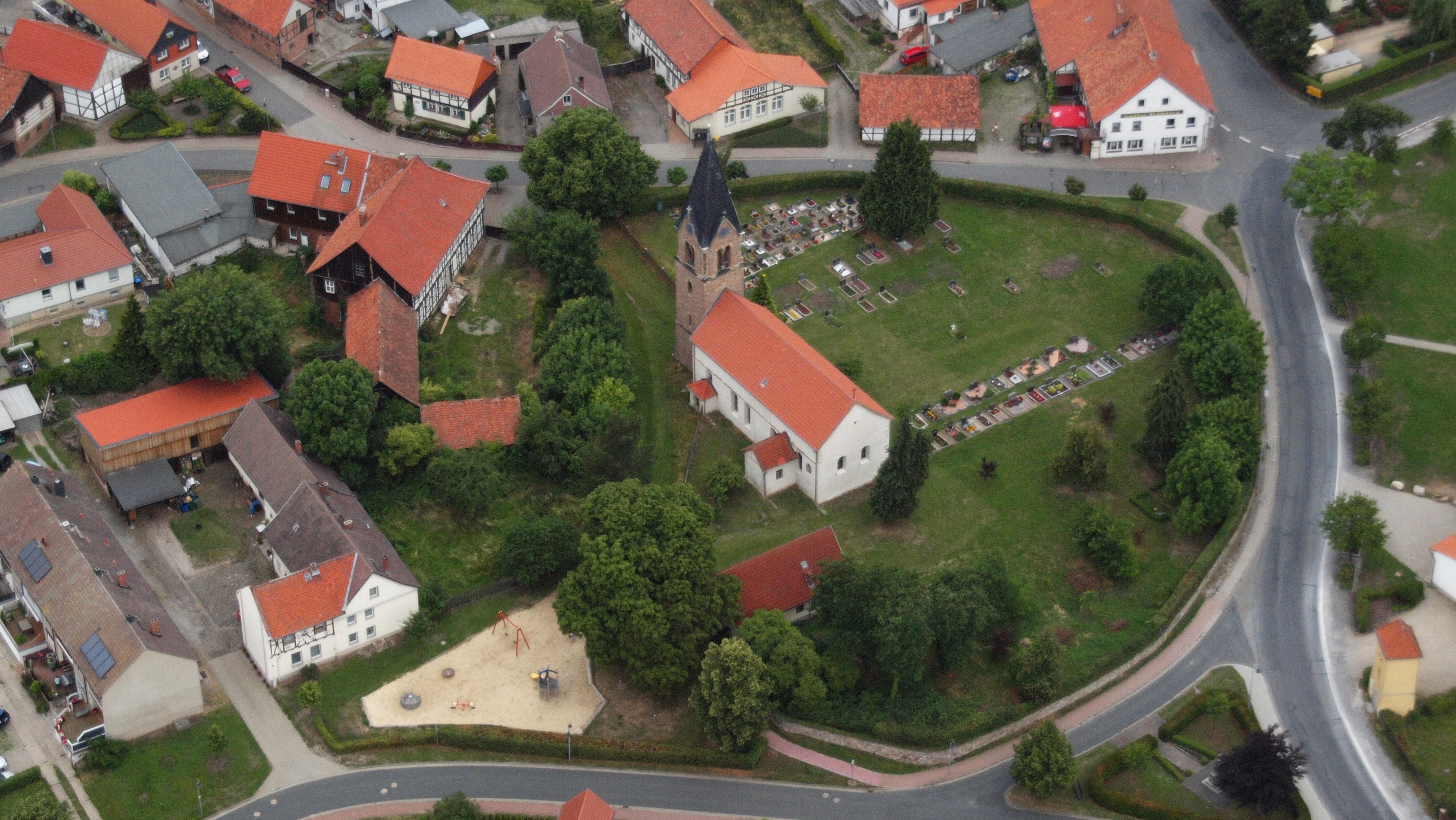
Reddeber Kirche, Luftaufnahme (2015)

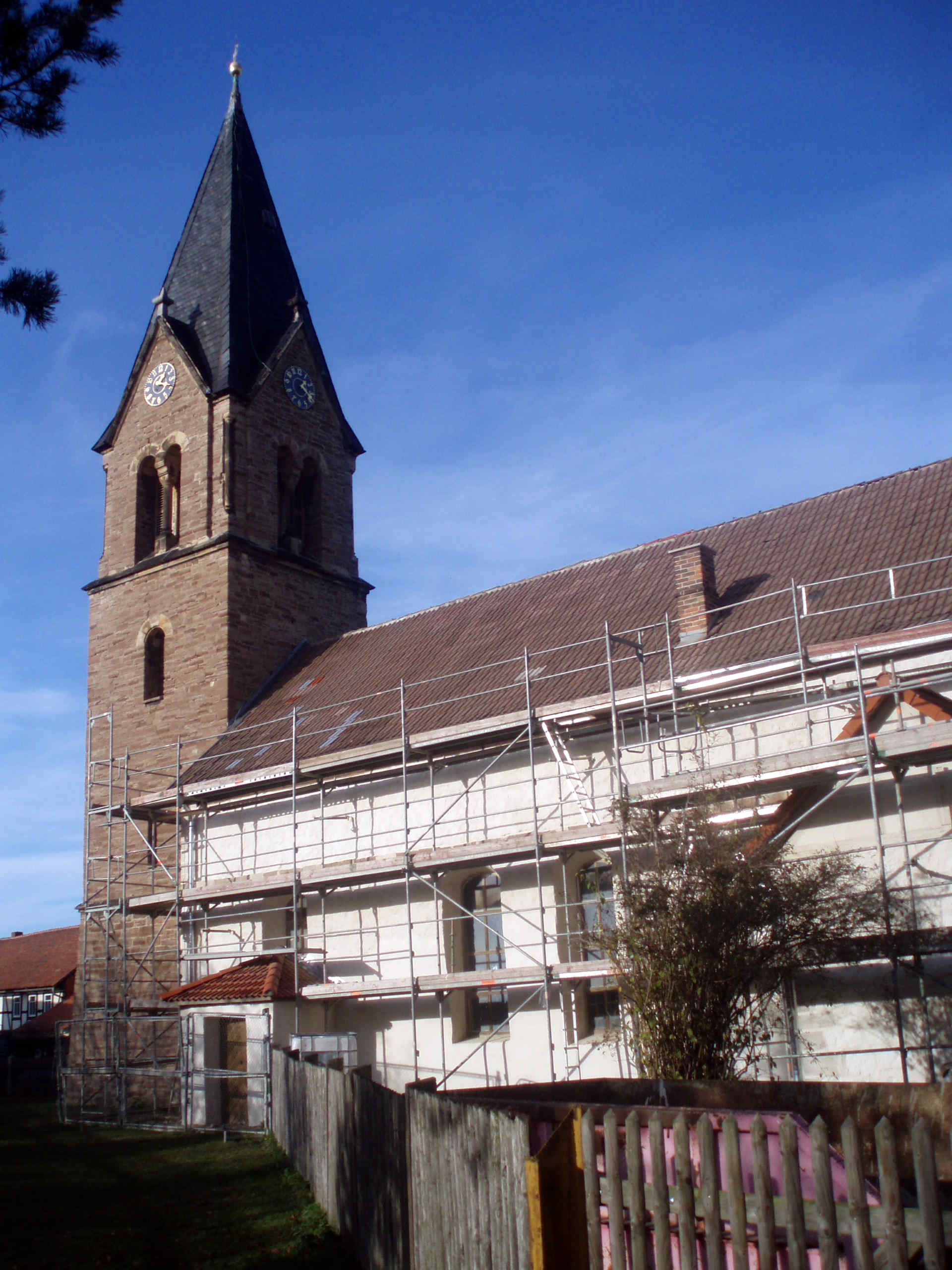
Kirche in Reddeber

Reddeber ist ein Ortsteil der Stadt Wernigerode im Landkreis Harz in Sachsen-Anhalt.

## Geografische Lage
Reddeber liegt im nördlichen Harzvorland nordöstlich von Wernigerode und ist von dort über eine Landesstraße zu erreichen, die weiter nach Minsleben oder Heudeber führt. Den Ort tangiert die A 36, die hier über keine Ausfahrt verfügt.

## Geschichte
Der Ort wurde 936 erstmals als Rudiburgi urkundlich durch Otto I. erwähnt. Da man jedoch nach dem Zweiten Weltkrieg im Jahr 1955 eine 1000-Jahr-Feier organisiert hatte, wurde 2005 das 1050-jährige Ortsjubiläum gefeiert. Die Ortsgründung geht auf einen Königshof zurück. Kaiser Otto III. schenkte das Gut Rudiburo der Kirche zu Halberstadt im Jahre 1000. Im Jahre 1120/21 wurde der Ort an den Grafen von Wernigerode übergeben. Im ersten Viertel des 13. Jahrhunderts ging Ridebere als Lehen an den Grafen von Blankenburg-Regenstein und kehrte nach der Niederlage des Regensteiner Raubgrafen 1343 an Wernigerode zurück. 1531 erfolgte die Trennung von Dorf und Flur – das Ober- und Niedergericht wurde der Herrschaft des Regensteins, die Flur aber der Herrschaft von Stolberg-Wernigerode zugesprochen. 1599 vereinnahmte Herzog Julius von Braunschweig und Bischof von Halberstadt widerrechtlich die Grafschaft Blankenburg samt Reddeber. 1807–1813 kam Reddeber nach der Niederlage Preußens gegen Napoleon 1806 zum neu gegründeten Königreich Westphalen unter Napoleons Bruder Jerome. Speziell gehörte Reddeber zum Saaledepartement, Landkanton Wernigerode. Das Königreich Westphalen brach nach der Niederlage der Franzosen in der Völkerschlacht bei Leipzig 1813 wieder zusammen. Ab 1816 erfolgte die Einteilung des Regierungsbezirks Magdeburg, Reddeber gehörte nun zum landrätlichen Kreis Osterwieck. 1822 wurde Reddeber den Grafen zu Stolberg zugesprochen und kam 1825 an die wieder gebildete Grafschaft Wernigerode, die zur preußischen Provinz Sachsen gehörte. Reddeber wurde 1870 von der Flur Wernigerode getrennt und bekam wieder eine eigene Flur. Gegen Mittag des 11. April 1945 besetzten US-amerikanische Truppen den Ort. Zwei tapferen Einwohnern ist es zu verdanken, dass nicht die Waffen des Volkssturms sprachen, sondern eine weiße Fahne wehte.
Am 1. Januar 2010 wurde die bis dahin selbstständige Gemeinde Reddeber in die Stadt Wernigerode eingemeindet.

## Wappen und Flagge
Das Wappen wurde am 30. August 1996 durch das Regierungspräsidium Magdeburg genehmigt.
Blasonierung: „In Rot schrägrechts ein silberner Feuerrost.“
Das vorliegende Wappen wurde auf ausdrücklichen Wunsch der Gemeinde so gestaltet. Dargestellt wird der Rost des Heiligen St. Laurentius, des Namenspatrons der alten Kirche von Reddeber.
Es wurde von der Magdeburger Heraldikerin Erika Fiedler gestaltet.
Die Flagge ist Rot - Weiß (1:1) gestreift mit dem aufgelegten Wappen.

## Politik

### Ortsbürgermeisterin
- Anke Lauing, CDU

### Ortschaftsrat
Der Ortschaftsrat setzt sich laut amtlichem Endergebnis der Kommunalwahl vom 26. Mai 2019 aus folgenden Sitzen zusammen. Die Wahlbeteiligung lag bei 62,9 %. (2014: 44,7 %)
- Unabhängige Wählergemeinschaft Reddeber – 2 Sitze
- CDU – 2 Sitze
- Die Linke – 1 Sitz

## Gedenkstätten
- Grabstätte auf dem Ortsfriedhof für eine namentlich bekannte Polin, die während des Zweiten Weltkrieges nach Deutschland verschleppt und ein Opfer von Zwangsarbeit wurde

## Persönlichkeiten
- Ludwig Günther Martini (1647–1719), Jurist und Kanzleidirektor der Grafen zu Stolberg sowie Gutsbesitzer in Reddeber, starb hier.